# Susie Dietter
Susan E. Dietter, mejor reconocida como Susie Dietter, es una directora de televisión. Ha dirigido episodios de las series televisivas Futurama, Baby Blues: una familia animada, Los Simpson, Recess, y The Critic. También trabajó como animadora para las series de los personajes de los Looney Tunes "Museum Scream" y "My Generation G... G... Gap".
Dietter estuvo nominada en 2000 para los Premios Annie en la categoría "Mejor Logro Individual en Dirección de una Producción Televisiva" por su trabajo como directora en el episodio de Futurama "A Bicyclops Built for Two". También compartió una nominación para los Premios Emmy en la categoría "Mejor Serie de Animación" junto a sus colegas productores de Futurama. 
Dietter actualmente trabaja en Los Simpson como directora. También fue la primera directora mujer en trabajar en Los Simpson, Futurama, Baby Blues, y The Critic.
Dietter también fue una de las animadoras en la película Open Season. 

## Trabajos como directora

### Episodios deLos Simpson
- "Bart Gets Famous"
- "Bart's Girlfriend"
- "Radioactive Man"
- "A Star is Burns"
- "Home Sweet Homediddly-Dum-Doodily"
- "Scenes from the Class Struggle in Springfield"
- "Much Apu About Nothing"
- "Lisa's Date with Density"
- "Grade School Confidential"
- "Lisa the Simpson"
- "Yokel Chords"

### Episodios deFuturama
- "A Big Piece of Garbage"
- "A Bicyclops Built for Two"
- "The Honking"
- "The Cyber House Rules"
- "Godfellas"
- "Less Than Hero"

### Otros trabajos
- "The Simpsons/Futurama Crossover"